# Muzsikás

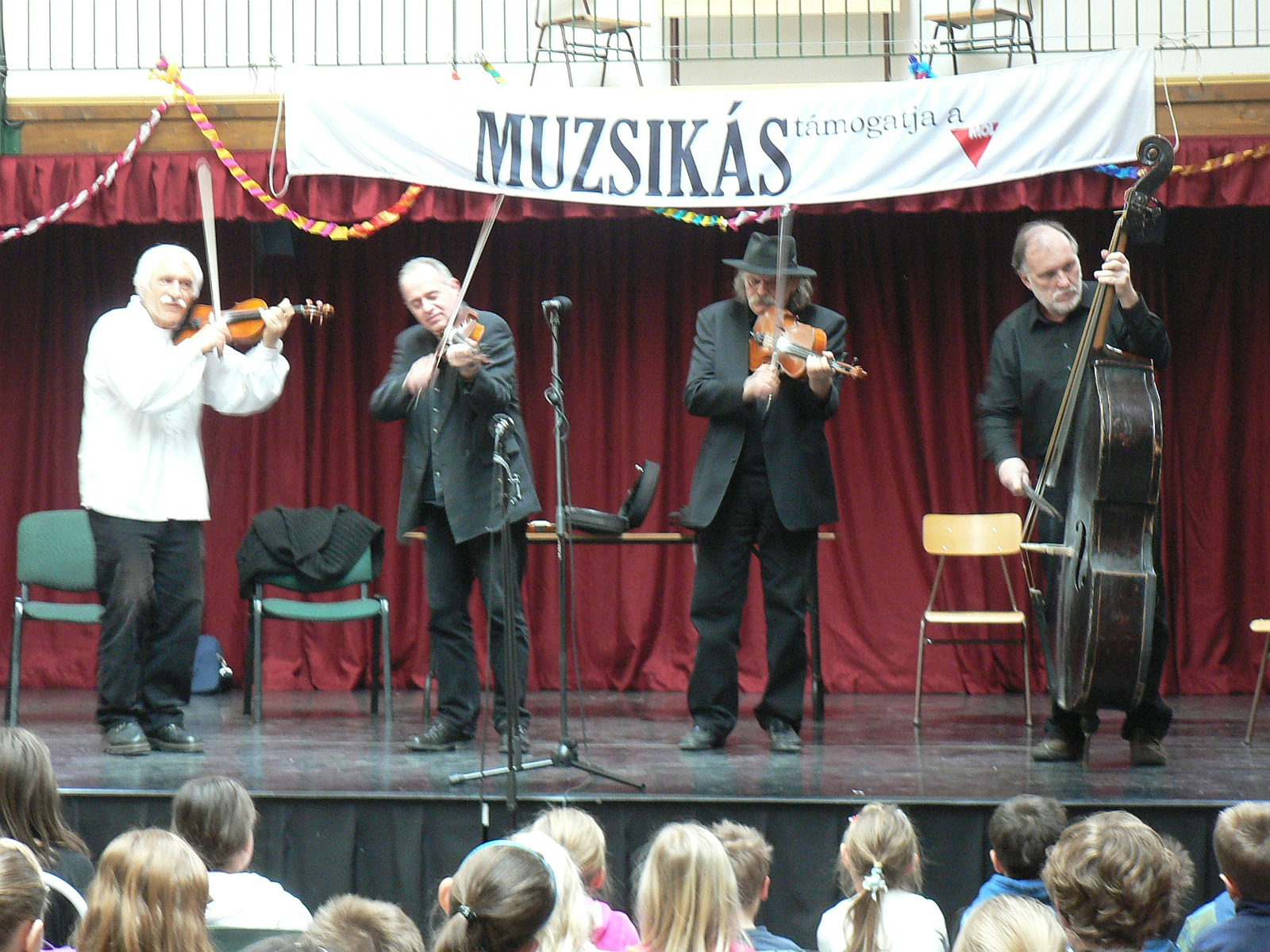
Muzsikás (2012)

Muzsikás együttes is een Hongaarse muziekgroep die voornamelijk volksmuziek speelt uit Hongarije en andere landen en volkeren in de regio. Muzsikás werd opgericht in 1973 en heeft ook werken gespeeld van klassieke componisten, vooral Béla Bartók, die zelf volksmelodieën verzamelde. De groep heeft verschillende albums opgenomen en toert sinds 1978 regelmatig over de hele wereld.
De samenwerking van de groep met de bekende zangeres Márta Sebestyén heeft een reeks hoog gewaardeerde  opnames opgeleverd. Het traditionele Hongaarse lied "Szerelem, Szerelem", uitgevoerd door Muzsikas met Márta Sebestyén, komt voor in de film The English Patient (1996). Drie van hun nummers worden gebruikt in de anime-film Only Yesterday van Studio Ghibli : "Teremtés" ("Creation"), "Hajnali nóta" ("Morning Song") en "Fuvom az énekem" ("I Sing My Song"). De naam van de groep wordt genoemd door de hoofdrolspelers, terwijl de liedjes op de achtergrond spelen in een langdurige dialoog over de voordelen van een natuurlijke omgeving en het plattelandsleven.

## Leden
De kernleden van de groep zijn:
- Mihály Sipos - viool, citera[1]
- László Porteleki - viool, cobza, zang
- Péter Éri - bratch, altviool, mandoline, fluit, lange fluit[1]
- Dániel Hamar - contrabas, gardon, trommel, cimbalom[1]

Vaste gasten zijn:
- Márta Sebestyén - zang, fluit, tilinko[1]
- Zoltán Farkas – choreografie, dans, percussie
- Ildikó Tóth - choreografie, dans

De groep speelt ook regelmatig met tal van andere muzikanten en groepen.